# Barbara Jones
Barbara Pearl Jones, verheiratet Barbara Slater (* 26. März 1937 in Chicago) ist eine ehemalige US-amerikanische Leichtathletin und Olympiasiegerin.
Mit 15 Jahren gewann sie ihre erste olympische Goldmedaille in der Leichtathletik und ist somit die jüngste Goldmedaillengewinnerin der olympischen Leichtathletik. Heute arbeitet sie am Martin Luther King Center, ist Mitglied des Paralympic Games Committee und des Committee for the Olympic Games Youth Advisory Committee's in Atlanta.
Bei den XV. Olympischen Spielen 1952 in Helsinki gewann sie die Mannschaftsgoldmedaille im 4-mal-100-Meter-Staffellauf zusammen mit ihren Teamkolleginnen Mae Faggs, Janet Moreau und Catherine Hardy, vor dem Team aus Deutschland (Silber) und dem Team aus Großbritannien (Bronze). Bei den XVII. Olympischen Spielen 1960 in Rom bestätigte sie ihre Leistung und gewann nochmals die Mannschaftsgoldmedaille, dieses Mal zusammen mit Martha Hudson, Lucinda Williams und Wilma Rudolph, vor dem Team aus Deutschland (Silber) und dem Team aus Polen.